# Ceryx puncta
Ceryx puncta är en fjärilsart som beskrevs av Druce 1898. Ceryx puncta ingår i släktet Ceryx och familjen björnspinnare. Inga underarter finns listade i Catalogue of Life.